# Рослин
Рослин (на английски: Roslyn) е град в окръг Кититас, щата Вашингтон, САЩ. Рослин е с население от 1017 жители (2000) и обща площ от 12,4 km². Намира се на 685 m надморска височина. ЗИП кодът му е 98941, а телефонният му код е 509.